# Angela Versluis
Angela Versluis (25 juli 2001) is een voetbalspeelster uit Nederland.
Ze speelt voor Excelsior in de Vrouwen Eredivisie.
Ze maakte op 27 augustus 2021 haar debuut, in de openingswedstrijd van seizoen 2021/22 tegen Ajax.

## Statistieken
| Seizoen | Club      | Land      | Competitie         | Wedstrijden | Doelpunten |
| ------- | --------- | --------- | ------------------ | ----------- | ---------- |
| 2021/22 | Excelsior | Nederland | Vrouwen Eredivisie |             |            |
| Totaal  | Totaal    | Totaal    | Totaal             | --          | --         |

Laatste update: augustus 2021